# Гаутам, Дхануш Чандра
Дхануш Чандра Гаутам (Dhanush Chandra Gautam, непальск. धनुषचन्द्र गौतम; 1932—2006) — непальский писатель, писавший под псевдонимом Дха. Ча. Готаме (Dha. Cha. Gotame). Опубликовал несколько книг и редактировал несколько газет и журналов. Получил престижную премию «Мадан Пураскар» за свой роман «Гхамка Пайлахару» (Ghamka Pailaharu).

## Ранние годы и образование
Родился 26 декабря 1932 года в деревне Манаракатти округа Махоттари в семье отца Говинды Чандра Гаутама и матери Дипвати Деви Гаутам. Его исключили из школы за участие в политической деятельности против самодержавия клана Рана, так что своё образование он продолжал в Индии. Степень по гуманитарным наукам получил в колледже GBB в Музаффарпуре. После окончания учёбы стал высокопоставленным членом Коммунистической партии Непала, созданной Пушпа Лал Шрестхой.

## Литературная деятельность
Он начал свою литературную карьеру, издав в 1951—1952 рассказ под названием «Парда» в выходящем Бирганджи ежемесячном литературном журнале «Сева» (Sewa). Хотя он написал несколько стихов и назвал рукопись «Нихарика», но этот сборник он так и не опубликовал. В 1958—1959 он основал литературный журнал под названием «Бачхита» (Bachhita). Кроме того, он работал редактором в журналах «Филинго» и «Джханкар».

## Известные работы
- Ghamka Pailaharu
- Yaha Dekhi Tyaha Samma
- Kalanatar
- Sagya Sarbanam
- Samjhana ka Galchhedaharu[5]
- Teen Baas
- Utarotar
- Aroha Abaroha

## Награды
Он получил престижные премии «Мадан Пураскар» и «Саджха Пураскар» за роман «Гамка Пайлахару». Он вновь был награждён «Саджха Пураскар» за «Яха Декхи Тьяха Самма». В 2006 году был отмечен премией «Сарбашрестхи Пандулипи».

## Семья
Был женат на Шанте Деви Гаутам. Его брат Дхруба Чандра Гаутам также является известным писателем. Он умер в 2006 году.